# قائمة هيئات القوات المسلحة (مصر)
| - هيئة التسليح. - هيئة العمليات. - هيئة التدريب. | - هيئة التفتيش. - هيئة البحوث العسكرية. - هيئة القضاء العسكري. | - هيئة التنظيم والإدارة. - هيئة الشئون المالية. | - الهيئة الهندسية. - هيئة الإمداد والتموين. |

- الهيئة العربية للتصنيع.
- الهيئة القومية للإنتاج الحربي (وزارة الإنتاج الحربي).